# Trenton (Texas)
Trenton város az USA Texas államában, Fannin és Grayson megyében. Lakosainak száma 743 fő (2020. április 1.).

## Népesség
A település népességének változása:

| 2010 | 635 |
| 2020 | 743 |